# Fräntorp

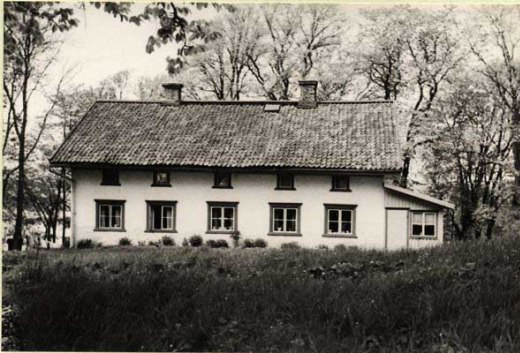
Fräntorps herrgård 1937.

Fräntorp är ett område i stadsdelen Sävenäs i Göteborg. Fräntorp ligger mellan Östra Sjukhuset och E20 och utgör gräns till Sävedalen, Partille kommun. Namnet har troligen fornnordiskt ursprung. Det finns fornlämningar på höjden ovanför motorvägen. Fräntorp är ett egnahemsområde och bebyggdes med småhus under 1930-talet. Husen var prefabricerade och restes av de blivande husägarna i samarbete.
I mitten av Fräntorp ligger Fräntorpsgatan. Denna omgärdas av två bergsknallar: Valåsen i väster och Källeberget i öster. På dessa bedrevs stenhuggning från mitten av 1800-talet fram till 1900-talets början. Båda bergsknallarna har var sin mindre grottformation.

## Bilder

Fräntorp med omnejd
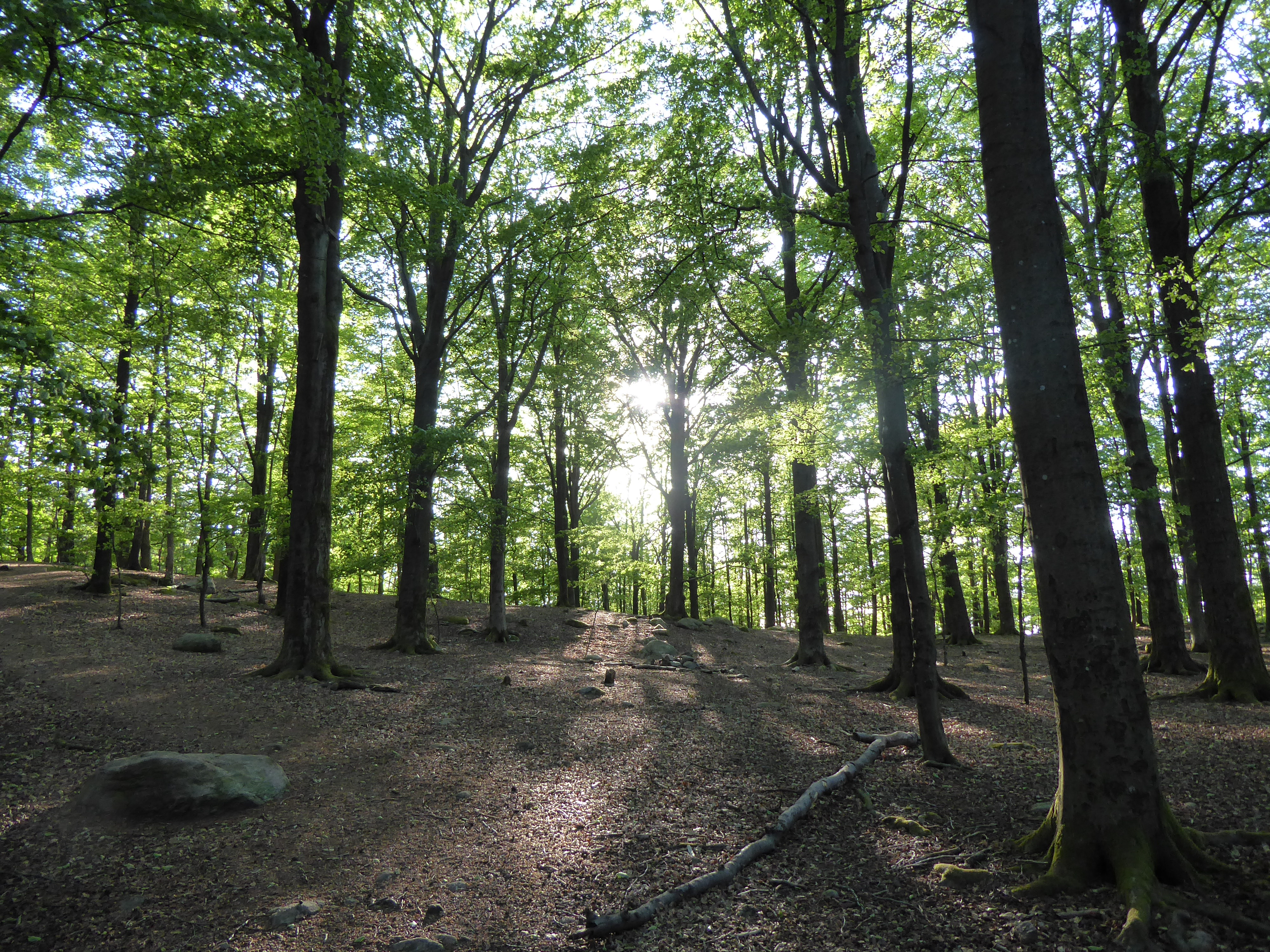
Tät bokskog på Valåsen väster om Fräntorpsgatan den 31 maj 2020.
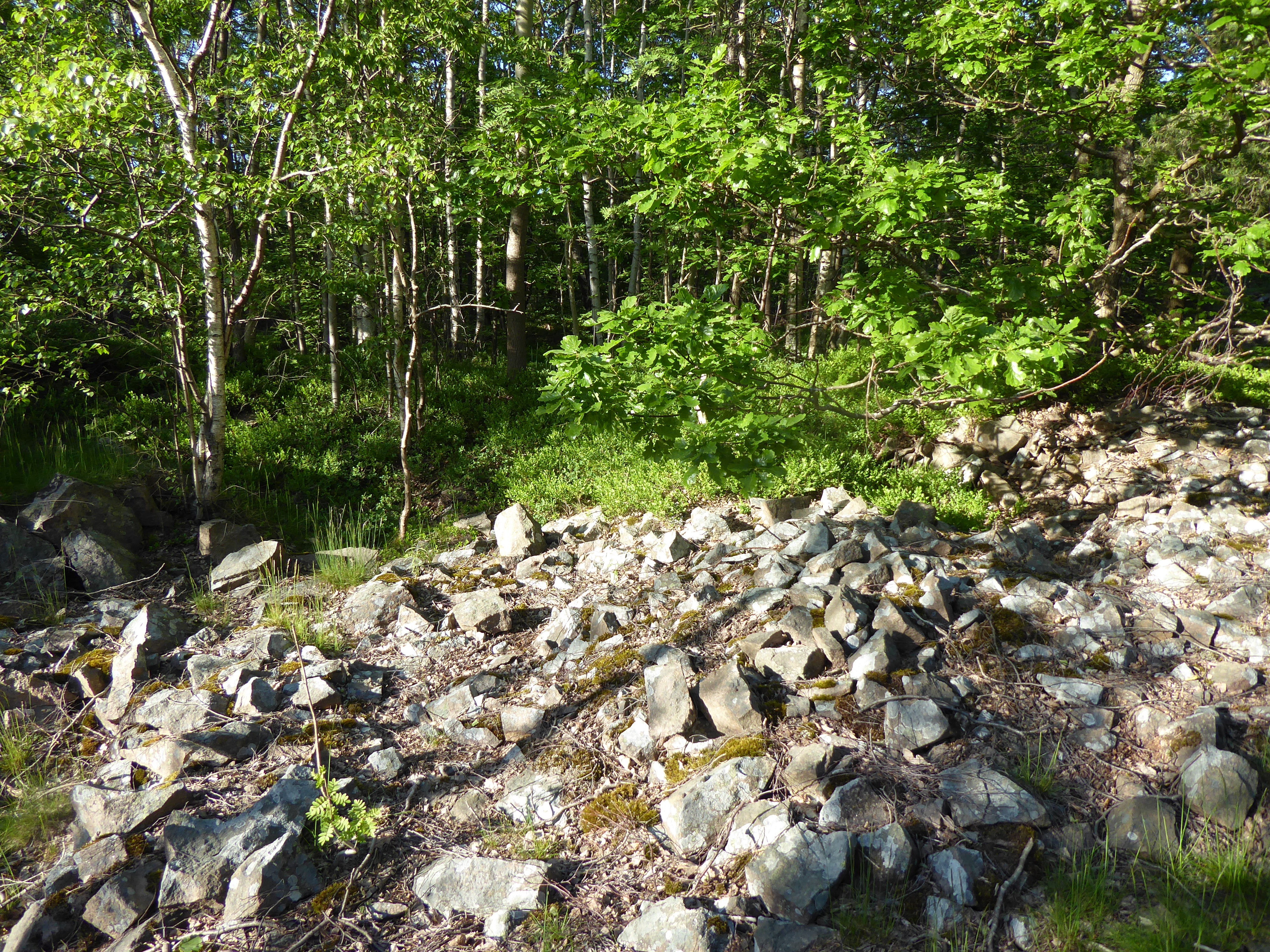
Stenbrott på Källeberget öster om Fräntorpsgatan den 31 maj 2020.
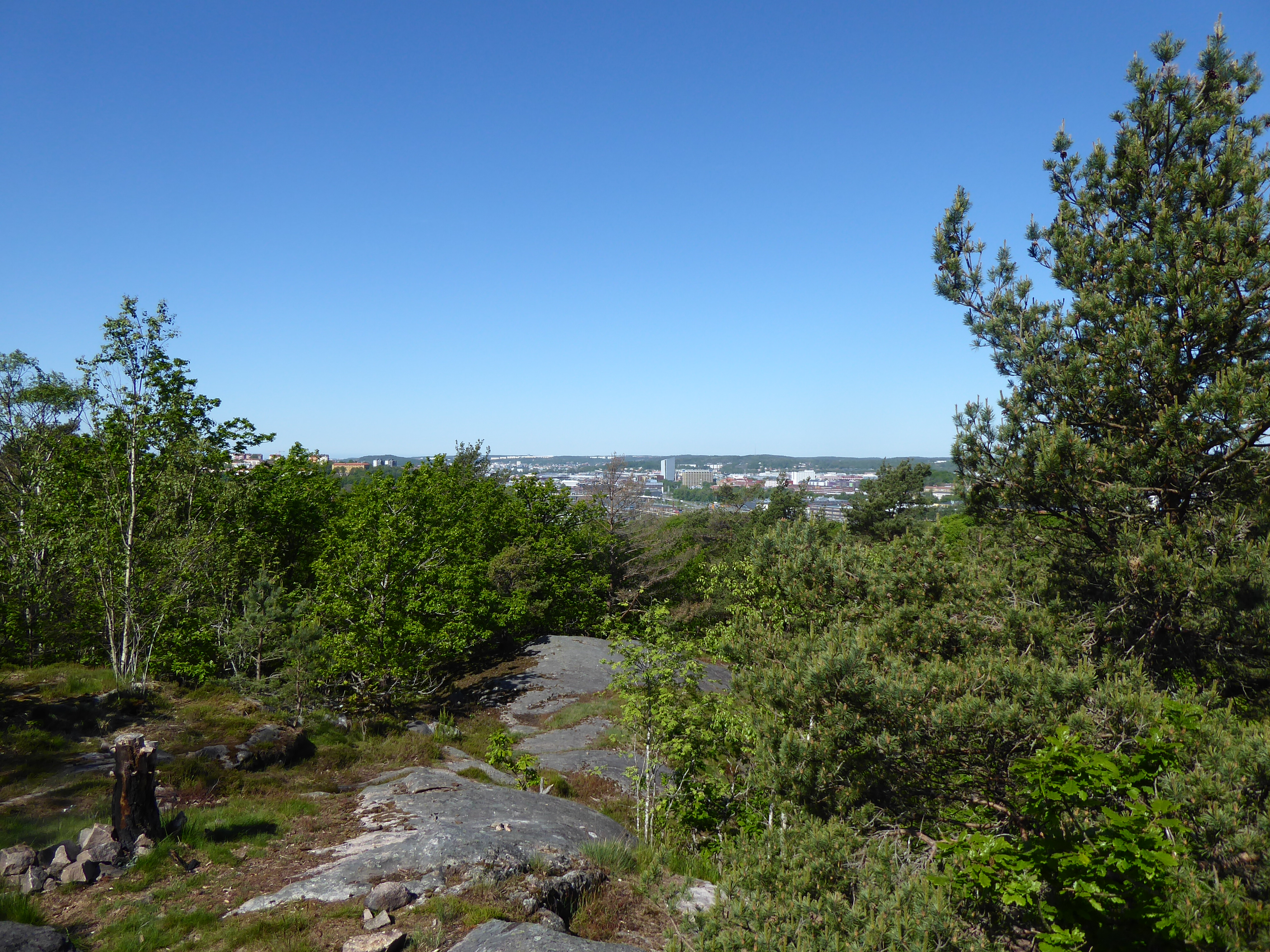
Utsikt mot Gamlestan från Källeberget den 29 maj 2020.
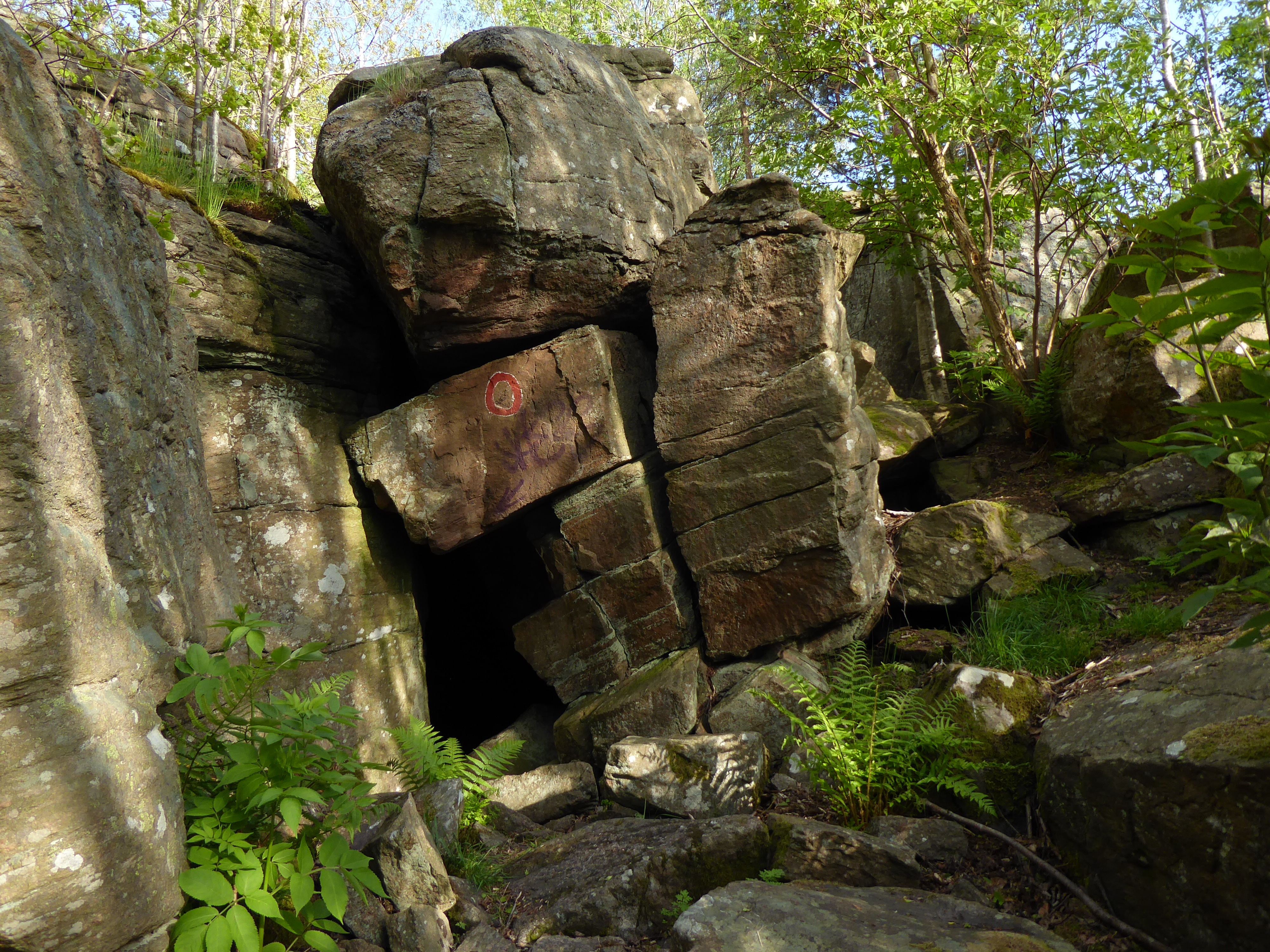
Ingången till Fräntorpsgrottan på Källeberget den 26 maj 2020.